# Награда за музикален клип на Ем Ти Ви 2012
Наградите за музикален клип на Ем Ти Ви 2012 се провеждат на 6 септември 2012 година в Стейпълс Център в американския град Лос Анджелис.
Номинациите са обявени на 31 юли 2012 година. Риана и Дрейк получават 5 номинации, докато Кейти Пери и Бионсе се отчитат с четири. Водещ на церемонията е Кевин Харт.

## Награди

### Най-добър клип
Риана с участието на Калвин Харис — "We Found Love"
- Кейти Пери — "Wide Awake"
- Готие — "Somebody That I Used to Know"
- Ем Ай Ей — "Bad Girls"
- Дрейк с участието на Риана — "Take Care"

### Най-добър мъжки клип
Крис Браун — "Turn Up the Music"
- Джъстин Бийбър — "Boyfriend"
- Дрейк с участието на Риана — "Take Care"
- Франк Оушън — "Swim Good"
- Ъшър — "Climax"

### Най-добър дамски клип
Ники Минаж — "Starships"
- Бионсе — "Love on Top"
- Селена Гомес — "Love You Like a Love Song"
- Кейти Пери — "Part of Me"
- Риана с участието на Калвин Харис — "We Found Love"

### Най-добър нов изпълнител
Уан Дайрекшън — "What Makes You Beautiful"
- Фън с участието на Джанел Моне — "We Are Young"
- Карли Рей Джепсън — "Call Me Maybe"
- Франк Оушън — "Swim Good"
- Дъ Уонтид — "Glad You Came"

### Най-добър поп клип
Уан Дайрекшън — "What Makes You Beautiful"
- Джъстин Бийбър — "Boyfriend"
- Фън с участието на Джанел Моне — "We Are Young"
- Маруун Файв с участието на Уиз Халифа — "Payphone"
- Риана с участието на Калвин Харис — "We Found Love"

### Най-добър рок клип
Колдплей — "Paradise"
- Дъ Блек Кийс — "Lonely Boy"
- Имаджин Драгънс — "It's Time"
- Линкин Парк — "Burn It Down"
- Джак Уайт – "Sixteen Saltines"

### Най-добър хип-хоп клип
Дрейк с участието на Лил Уейн — "HYFR"
- Чайлдиш Гамбино – "Heartbeat"
- Джей Зи и Кание Уест — "Paris"
- Ники Минаж с участието на Ту Чейнс — "Beez in the Trap"
- Кание Уест с участието на Пуша Ти, Биг Шон и Ту Чейнс) — "Mercy"

### Най-добро денс/клубен клип
Калвин Харис — "Feel So Close"
- Авиций — "Levels"
- Дък Сос — "Big Bad Wolf"
- Скрилекс — "First of the Year (Equinox)"
- Мартин Солвейг — "The Night Out"

### Най-добър клип с послание
Деми Ловато — "Skyscraper"
- Кели Кларксън — "Dark Side"
- Джим Клас Хироус с участието на Райън Тедър — "The Fighter"
- K'naan с участието на Нели Фуртадо) — "Is Anybody Out There?"
- Лил Уейн — "How to Love"
- Райз Ъгейнст — "Ballad of Hollis Brown"

### Най-добър клип за споделяне
Уан Дайрекшън — "What Makes You Beautiful"
- Бионсе — "Countdown"
- Джъстин Бийбър — "Boyfriend"
- Готие с участието на Кимбра — "Somebody That I Used to Know"
- Карли Рей Джепсън — "Call Me Maybe"

## Изпълнители на живо

### Преди церемонията
- Деми Ловато — "Give Your Heart a Break"

### По време на церемонията
- Риана, Ей Ес Ей Пи Роки и Калвин Харис — "Cockiness (Love It)" (ремикс) / "We Found Love" [1]
- Пинк — "Get The Party Started" (интро) / "Blow Me (One Last Kiss)"
- Франк Оушън — "Thinkin' Bout You"
- Уан Дайрекшън — "One Thing"
- Лил Уейн и Ту Чейнс — "Yuck!" / "No Worries"[2]
- Грийн Дей — "Let Yourself Go"
- Тейлър Суифт - "We Are Never Ever Getting Back Together"
- Алиша Кийс, Ники Минаж - "Girl On Fire"

### Хаус изпълнител
- Калвин Харис

## Представящи наградите

### Преди церемонията
- Суей Калоуей – presented Best Video with a Message
- Джеймс Монтгомъри – presented Best Electronic Dance Music Video
- Джим Кантиело и Тон До-Нгуйен – presented Most Share-Worthy Video

### По време на церемонията
- Кейти Пери – представя Най-добър поп клип
- Дуайт Хауърд — разговаря с водещия Кевин Харт и представя следващите гости
- Майли Сайръс и Мак Милър — представя Пинк
- Деми Ловато и Рита Ора – представя Най-добър мъжки клип
- Зои Салдана — представя Франк Оушън
- Рашида Джоунс и Анди Самбърг – представя Най-добър хип-хоп клип
- Дъ Уонтид и Ребъл Уилсън – представя Най-добър дамски клип
- Сай – се появява на сцената с водещия Кевин Харт и двамата представят следващите гости
- Езра Милър и Ема Уотсън — представя Грийн Дей
- Али Райзман, Габи Дъглас, Джордин Уийбър, Кайла Рос и Маккейла Мароуни
- Кеша и Уиз Халифа – представя Най-добър нов изпълнител
- Ту Чейнс